# Construction navale de Bordeaux
 (octobre 2018).
Pour les articles homonymes, voir CNB.
Construction navale de Bordeaux (CNB) est une entreprise française de construction navale située à Bordeaux. Elle fait partie des chantiers navals de Bordeaux actifs à ce jour.

## Histoire
Créée en 1987, CNB fait partie depuis 1992 du Groupe Bénéteau. Située sur les bords de la Garonne, à proximité des plus grands vignobles, CNB est installée sur un espace de 105,000 m2 dont 44,000 couverts et dispose de 300 mètres linéaire de quai en eau suffisamment profonde pour des mises à l'eau et des premiers tests de bateaux neufs. CNB a choisi le segment des voilier haut de gamme et a produit plus de 60 unités de 20 à 32 mètres.
Bénéteau va entrer dans le capital en 1992 en achetant 56% des parts. CNB réalise alors des catamarans de croisière. Le premier bateau à moteur sera construit en 1994. L'entreprise achète un nouveau terrain de 12,000 m2 en 1999 et y fait construire un bâtiment de 6,000 m2. Elle achète par la suite un autre terrain 5,000 m2 en 2013. L'entreprise compte plus de 700 salariés en 2016.

Aujourd’hui CNB produit les grandes unités de catamarans pour la marque Lagoon et la marque Excess,.

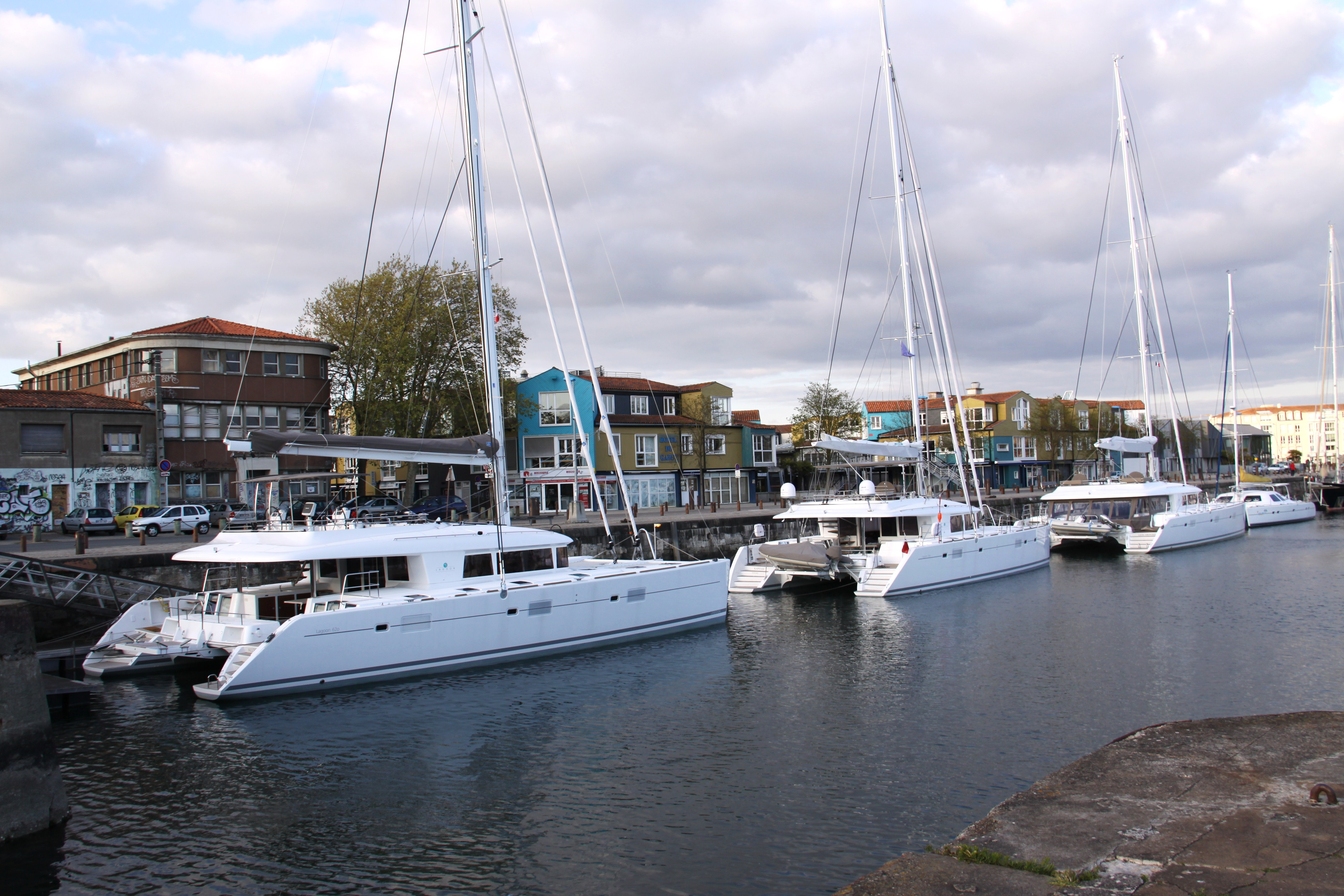
Catamarans de croisière Lagoon fabriqués à Bordeaux.